# Nils Peter Ljunggren
Nils Peter Ljunggren, född 12 juni 1809 i Torslunda socken, Kalmar län, död 9 april 1881 i Kalmar, var en svensk  rektor, godsägare och riksdagsman.
Ljunggren var i riksdagen ledamot av första kammaren från 1880 till sin död 9 april 1881, invald av valkretsen Kalmar läns södra landstingsområde. Han var även kommunalordförande och landstingsman.